# Dacă bobul nu moare
Dacă bobul nu moare este un film românesc din 2010 regizat de Sinișa Dragin. Rolurile principale au fost interpretate de actorii Mustafa Nadarevic, Dan Condurache, Ioana Barbu.

## Distribuție
Distribuția filmului este alcătuită din:
- Horațiu Mălăele — Cornel
- Relu Poalelungi — Preotul
- Alexandru Bindea — Șoferul de taxi
- Mustafa Nadarevic — Iorgovan
- Goran Radakovic
- Milos Tanaskovic
- Valentin Teodosiu — Sumski
- Dan Condurache — Nicu
- Franz Buchreiser — Hans
- Simona Stoicescu — Nora
- Milenko Pavlov
- Bryan Jardine — Duncan
- Ioana Barbu — Ina